# Jörgen Schmidtchen
Jörgen Schmidtchen (ur. 28 czerwca 1941 w Lipsku, zm. 18 kwietnia 1962 w Poczdamie) – postrzelony podczas służby policjant graniczny NRD, zaliczany tym samym do ofiar śmiertelnych Muru Berlińskiego.

## Życiorys
Jörgen Schmidtchen urodził się w Lipsku, gdzie również dorastał. Po ukończeniu szkoły uczył się w jednym zakładów państwowych swojego miasta zawodu galwanizatora. Po ukończeniu nauk przeprowadził się do Ludwigsfelde pracując w tamtejszym kombinacie, gdzie wyróżnił się także jako aktywista. W wieku 19 lat zobowiązał się do służby w policji granicznej, zostając przydzielony do oddziału prewencyjnego stacjonującego na granicy pomiędzy Poczdamem a Berlinem Zachodnim.

## Okoliczności śmierci
Nocą 18 kwietnia 1962 r. Jörgen Schmidtchen pełnił służbę na odcinku granicznym w obrębie nieczynnego torowiska na terenie dworca Griebnitzsee, leżącego w dzielnicy Poczdamu Babelsberg, znajdującej się w niedalekim sąsiedztwie zachodnioberlińskiej dzielnicy Zehlendorf, gdzie został śmiertelnie postrzelony o godzinie 2:25. Według propagandy NRD zamordowany został w obliczu „udaremnienia próby przekroczenia granicy przez uzbrojonych agentów”. W rzeczywistości zginął podczas ucieczki do Berlina Zachodniego dwóch słuchaczy szkoły oficerskiej artylerii przeciwlotniczej NVA: Petera Böhme oraz Wolfganga Gundela, w wyniku której pierwszy z wymienionych oddał strzały do Schmidtchena, po czym sam został śmiertelnie trafiony przez towarzyszącego temu innego policjanta. Wolfgang Gundel zbiegł do Berlina Zachodniego. Późniejsze dochodzenie wykazało, iż dowodzący patrolem Schmidtchen wykazał dużą nieostrożność, zakładając iż dwaj umundurowani również należą do patrolujących teren, w związku z czym opuszczając stanowisko wyszedł im naprzeciw. Fakt ten nie został ujawniony jednak opinii publicznej. W związku z powyższymi okolicznościami Schmidtchen awansowany został pośmiertnie do stopnia kaprala „za przykładną służbę w ochronie granicy państwa”, rodzina otrzymała zaś w ramach odszkodowania jednorazowy zasiłek w wysokości 500 marek NRD. Pochowano go z honorami wojskowymi na cmentarzu w dzielnicy Lipska Schönefeld.

## Upamiętnienie
W propagandzie NRD Jörgen Schmidtchen wystylizowany został na męczennika, poświęcającego swoje życie w służbie dla pokoju i ojczyzny. W wyniku tego imię jego otrzymały niektóre z ulic oraz instytucji publicznych, jak np. jedna ze szkół średnich w Poczdamie, klub młodzieżowy w dzielnicy Lipska Schönefeld, czy też należąca do jego dawnego zakładu galwanotechnicznego szkoła zawodowa. 3 grudnia 1986 r. nazwano jako „Jörgen-Schmidtchen-Weg” jedną z nowo wytyczonych ulic Lipska.